# Bonneville, Somme

Bonneville este o comună în departamentul Somme, Franța. În 1 ianuarie 2022 avea o populație de 331 de locuitori.